# Список давньогрецьких бронзових скульптур
Список давньогрецьких бронзових скульптур

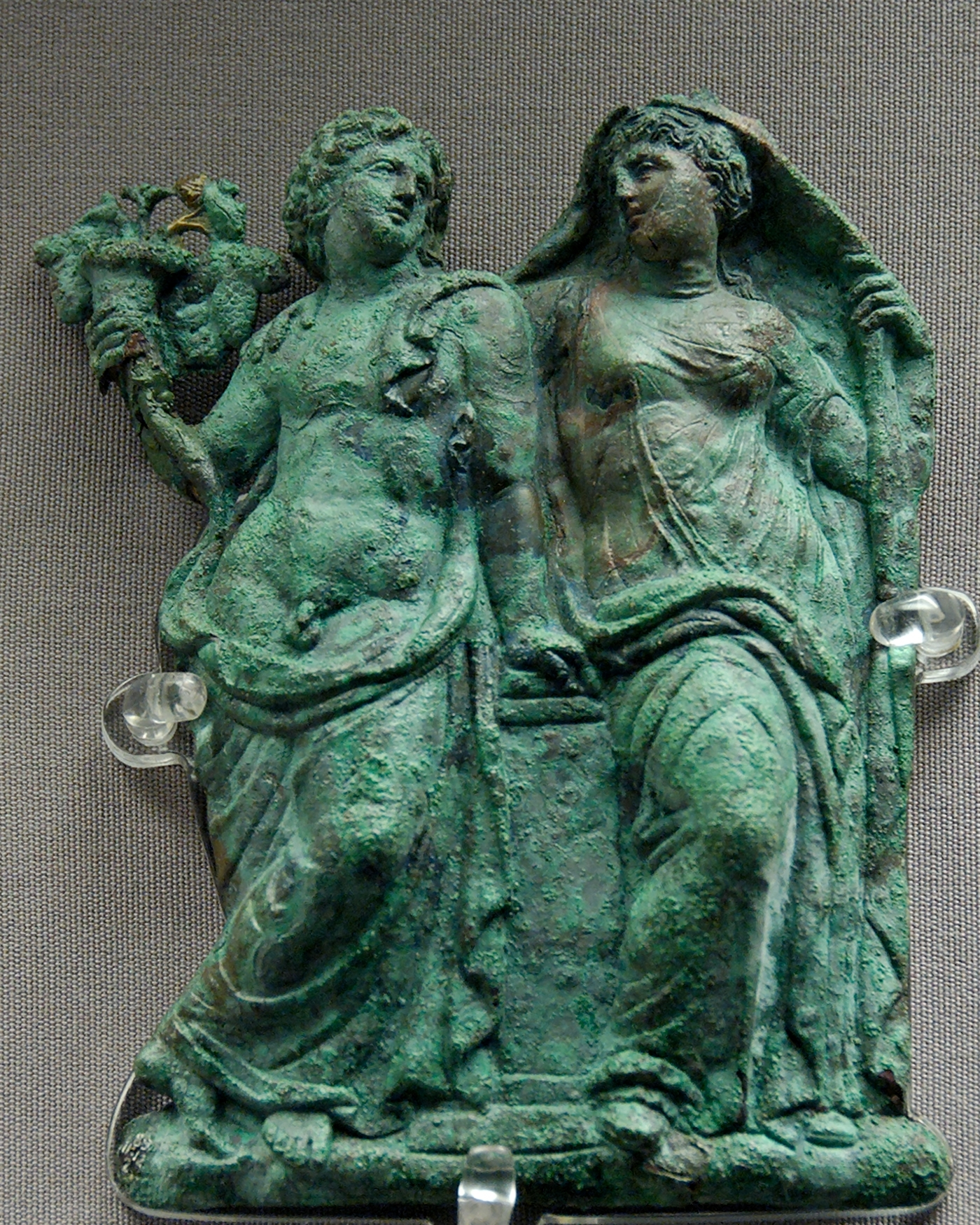
«Діоніс та Аріадна», Британський музей, Лондон

- Рогатий бог (Мінотавр ?), Кіпр, Енкомі
- Зевс з мису Артемісіон
- Арес із Зеугми, Музей мозаїк Зеугми, Туреччина
- Дельфійський візничий
- Атлет з Фано
- Афіна з Пірею
- Амазонка Маттеї, Музеї Ватикану
- Поруддя менади, Ліон, Франція
- Безоаровий козел, Музей Клівленд, США
- Бронзовий кінь, Музей мистецтва Метрополітен, Нью-Йорк
- Вояки з Ріаче , Регіональний музей Ріаче, Калабрія
- Антикітерський ефеб
- Вершник з мису Артемісіон
- Колос Родоський
- Голова Ефеба (Стамбул)
- Базельська голова
- Атлет з Ефеса, Відень
- Жіноча голова,  Лувр, Париж
- Сатир з Махдії, Музей Бардо, Туніс
- Герма Діоніса, Музей Бардо, Туніс
- Юнак з Марафона, Афіни

## Галерея вибраних творів
| Скульптура       | Назва                                      | Розміри                            | Рік                                                  | Місцезнаходження                              |
| ---------------- | ------------------------------------------ | ---------------------------------- | ---------------------------------------------------- | --------------------------------------------- |
|                  | Рогатий бог (Мінотавр ?)                   |                                    |                                                      | Кіпр, Енкомі                                  |
|                  | Безоаровий козел                           |                                    | 120-100 рр. до н. е.                                 | Музей мистецтв, Клівленд, США                 |
|                  | Зевс з блискавками                         |                                    |                                                      | Гліптотека, Мюнхен                            |
|                  | Зевс з мису Артемісіон                     | 209 см                             | 460—450 рр. до н. е.                                 | Національний археологічний музей (Афіни)      |
|                  | Голова коня Медичі-Рікарді                 |                                    |                                                      | Флоренція                                     |
|                  | Бронзовий кінь                             |                                    | I ст. до н. е.                                       | Музей мистецтва Метрополітен, Нью-Йорк        |
|                  | Голова Ефеба                               |                                    |                                                      | Археологічний музей Стамбула                  |
|                  | так звана Базельська голова                |                                    |                                                      | Регіональний музей Ріаче, Калабрія            |
|                  | Голова борця                               |                                    | 330-320 рр. до н. е.                                 | Національний археологічний музей (Афіни)      |
|                  | Жіноча голова                              |                                    | VII ст. до н. е.                                     | Лувр, Париж                                   |
|                  | Гіпнос божество сну                        | римська копія оригіналу            | 325-275 рр. до н. е.                                 | Британський музей, Лондон                     |
|                  | Торс з Ліворно                             |                                    | 480-470 рр. до н. е.                                 | Національний археологічний музей Флоренції    |
|                  | Посейдон з Лівадостра                      |                                    | 480 до н. е.                                         | Національний археологічний музей (Афіни)      |
|                  | так звана Амазонка Маттеї (школа Фідія)    |                                    |                                                      | Музеї Ватикану, Рим                           |
|                  | Погруддя менади                            |                                    | II-I ст. до н. е.                                    | Музей красних мистецтв, Ліон, Франція         |
|                  | Менада                                     |                                    |                                                      | Музей красних мистецтв, Ліон, Франція         |
|                  | Бронзова танцівниця з маскою на обличчі    | 20,5 см                            | III або II ст. до н. е.                              | Музей мистецтва Метрополітен, Сполучені Штати |
|                  | Горгона Медуза                             |                                    |                                                      | Археологічний музей, Сіракуза                 |
|                  | Сатир з Махдії                             | 35 см                              |                                                      | Музей Бардо, Туніс                            |
|                  | Герма Діоніса                              |                                    |                                                      | Музей Бардо, Туніс                            |
|                  | Атлет з Фано Лисіпп ?                      | висота збереженої частини 151,5 см |                                                      | Музей Гетті Каліфорнія                        |
|                  | Афіна з Пірея (Кефісодот ? Ефранор ?)      |                                    | IV ст. до н. е.                                      | Археологічний музей, Пірей, Афіни             |
|                  | Афіна з Ареццо                             |                                    | римська копія оригіналу IV ст. до н.е                | Національний археологічний музей Флоренції    |
| [[File:\|150px]] | Арес із Зеугми                             | 145 см                             |                                                      | Музей мозаїк Зеугми, Туреччина                |
|                  | Діоніс та Аріадна                          |                                    | 325–300 рр. до н. е.                                 | Британський музей, Лондон                     |
|                  | Геракл з яблуками Гесперід з театру Помпея |                                    |                                                      | музей Піо-Клементіно, Ватикан                 |
|                  | Геракл з яблуками Гесперід                 |                                    |                                                      | Британський музей, Лондон                     |
|                  | Антикітерський ефеб (ск. Ефранор ?)        |                                    | 340 р. до н. е.                                      | Національний археологічний музей (Афіни)      |
|                  | Вояки з Ріаче Мирон (скульптор)?, Алкмен ? | V ст. до н. е.                     | Вояк А ( молодий ) 205 см. Вояк Б ( старий ) 198 см. | Регіональний музей Ріаче, Калабрія            |
|                  | Дельфійський візничий ( ск. Сотадес ?)     | 180 см                             | 478 — 474 рр. до н. е.                               | Археологічний музей, Дельфи, Греція           |
|                  | Вершник з мису Артемісіон                  |                                    | бл. 140 до н. е.                                     | Національний археологічний музей (Афіни)      |
|                  | Хлопчик, який витягує скалку               | 73 см                              | I ст. до н. е.                                       | Капітолійські музеї, Рим                      |
|                  | Юнак з Марафона                            |                                    | 340-330 рр. до н. е.                                 | Національний археологічний музей (Афіни)      |
|                  | Відпочиваючий Гермес або Атлет             |                                    | I ст. до. н. е.                                      | Національний археологічний музей (Неаполь)    |
|                  | Атлет з Ефеса                              |                                    | римська копія оригінала IV ст. до н. е.              | Музей Ефеса (Відень), Хофбург, Австрія        |
|                  | Скульптура кулачного борця                 | 128 сантиметрів заввишки           | Грецький оригінал, можливо 330 р. до н. е.           | Музей терм, Рим, Італія                       |
| [[File:\|150px]] |                                            |                                    |                                                      |                                               |